# Cap Santiago (Taïwan)
Le cap Santiago, (chinois traditionnel: 三貂角, pinyin: Sāndiāojiǎo; Basay: Ki-vanow-an)  est un cap situé dans le district de Gongliao, dans la région du Nouveau Taipei à Taïwan.

## Géographie
Le cap est le point le plus oriental de l'île de Taïwan et également le cap le plus à l'est de Taïwan.

## Histoire
Le 5 mai 1626, une flotte espagnole atteignit la pointe nord-est de Taïwan et nomma l'endroit "Santiago", le village natal de Caquiunauan (également Caguiuanuan ; aujourd'hui Fulong). Plus tard, ce nom a été étendu au cap voisin.

## Attractions touristiques
Il existe un phare situé sur le cap Santiago, le phare du cap Santiago. Une plage voisine, du nom de" Yenliao" (鹽寮), a été le site du premier débarquement des japonais lors l’invasion japonaise de Taïwan en 1895.